# Sóvidéki lázadás
A sóvidéki lázadás a Parajd-Szováta környéki székelyek fegyveres felkelése volt 1919. március 29. – április 6. között a román hadsereg által ellenőrzött területen. A lázadás kiváltó oka a román államnak teendő hűségesküre vonatkozó hivatalos információ téves értelmezése volt. Emellett a felkelők tévesen a Székely Hadosztály által nyújtandó katonai támogatásban reménykedtek, erre a támogatásra azonban nem került sor.
A lakosság nem reagált egységesen, csak kevés falu lázadt fel a fennálló rend ellen, és csak mintegy kétszáz fegyverest tudtak kiállítani. A kezdeti időszak után, amikor a felkelők fölényben voltak a helyi csendőrökkel szemben, a Román Királyság hadseregének beavatkozása helyreállította a kezdeti állapotot.
A konfliktus során 7 fő halt meg (4 székely felkelő és 3 román csendőr), a lázadás közvetve további 12 fő halálát okozta (mind székely civilek). A lázadás túlkapásainak csillapításában és később a normális élethez való visszatérésben Laár Ferenc parajdi református lelkész játszott fontos szerepet.

## Helyszín

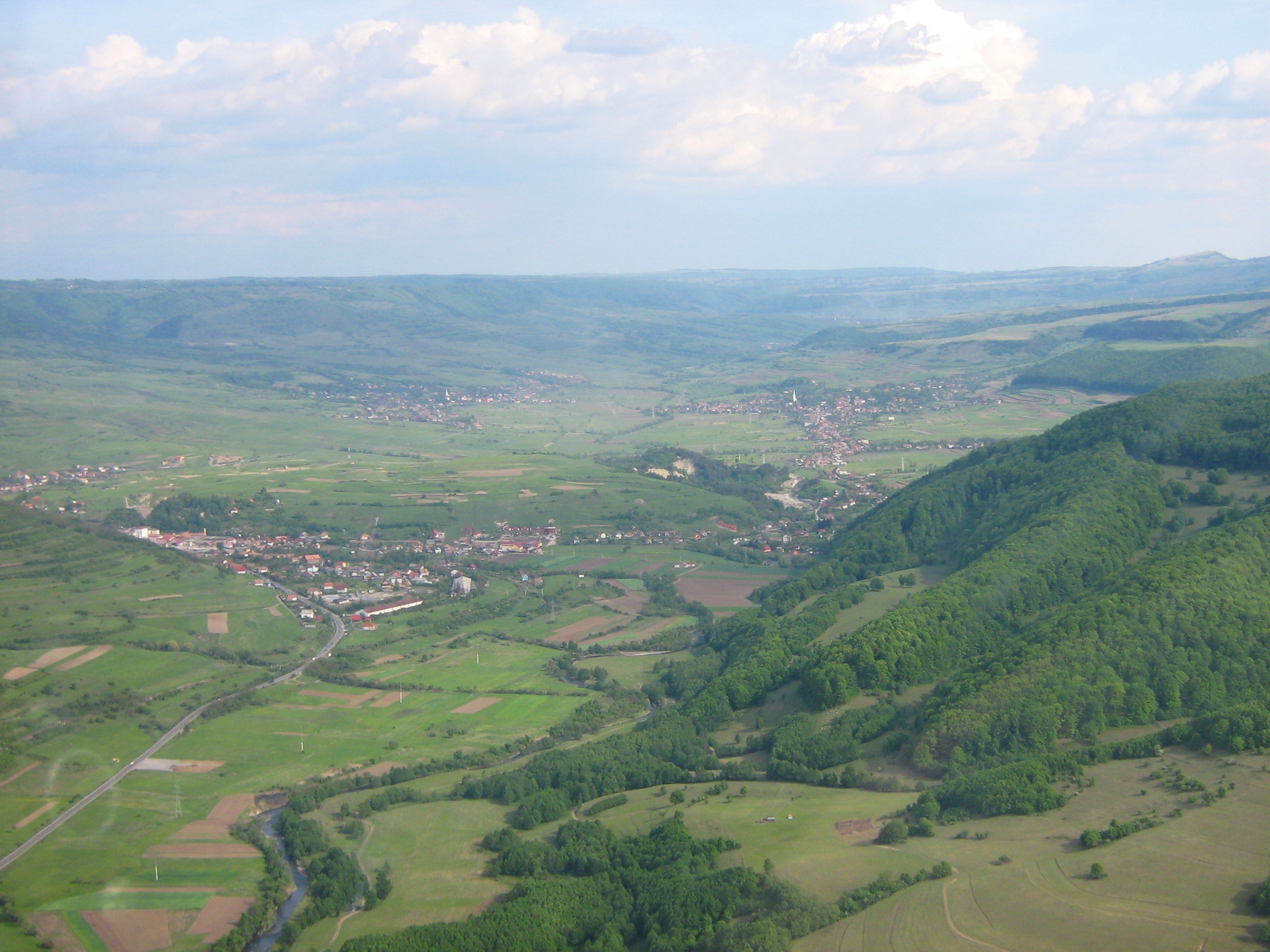
A Kis-Küküllő völgye Parajdnál

A Sóvidék a Kis-Küküllő és a Korond-patak völgyében található, Udvarhelyszék és Marosszék határán. A hozzá tartozó falvak Sóvárad-Szováta-Parajd-Korond környékén helyezkednek el, középpontja Felsősófalva. Lakóinak többsége székely (magyar). A Sóvidék a székelyföldi régió egyik legszegényebb részének számított.

## Katonai és politikai helyzet
Az 1918. november 13-án kötött belgrádi katonai konvenció szerint a Székelyföld a román hadsereg megszállási övezetébe került. A román csapatok előrehatolása során a csíkszeredai és udvarhelyi Nemzeti Tanácsok nem terveztek katonai ellenállást, sőt kifejezetten megtiltották azt. December 15-én a román csapatok elérték a demarkációs vonalat. A hadsereg mellett csendőröket is küldtek a területre; a szovátai és parajdi csendőrörsökön 18-an szolgáltak.
Noha a fegyverszüneti egyezmény előírásai szerint a román hadsereg által megszállt területnek magyar közigazgatás alatt kellett volna állnia, 1919. januárban az erdélyi kormányzótanács elkezdte átvenni az államhatalmat a Románia részének tekintett Székelyföldön. 1919. januárban Székelyudvarhelyen kísérlet történt egy Székely Köztársaság megalapítására, de ez nem járt sikerrel.
A katonai megszállással párhuzamosan begyűjtötték a fegyvereket a lakosságtól. Noha a csendőrök házról-házra jártak, számos székelynek sikerült elrejtenie fegyverét. A román katonai hatóságok a bottal ütlegelést alkalmazták fenyítésként, megnyomorítva, egyes esetekben megölve a helyi lakosokat; ehhez a tapasztalathoz társult a román csapatok által az 1916-os hadjáratban elkövetett atrocitások emléke.

## Előzményei
Noha a lakosságot ismételten felszólították a fegyverek beszolgáltatására, egyesek ezt nem tették meg. Egy nemzeti harcban reménykedtek, ami kiűzte volna a román csapatokat. A fegyvert rejtegetők között volt egy negyven tagú nyárádremetei csoport, amelyet egy bizonyos Kovács Andor vezetett.  Másrészt, mivel a román hadsereg 1919. januárban átlépte a demarkációs vonalat, a helyzet bonyolultabbá vált, és 1919. január 23-án a magyar minisztertanács a fegyveres ellenállás mellett döntött.
1919. márciusban elszaporodtak a szabotázsok, így a román katonai hatóságok sokkal szigorúbbá váltak. Ebben az időszakban a magyar nyelvű újságok és folyóiratok nehezen jutottak el Erdélybe, a Magyarországról érkező postai küldeményeket pedig egyszerűen elégették a kolozsvári vasútállomáson. Az információhiány miatt különböző híresztelések terjedtek el, leggyakrabb téma a magyar hadsereg állítólagos offenzívája volt. Beszéltek a román csapatok állítólagos visszavonásáról is; ezek a szóbeszédek Kovács Andor csoportjához is eljutottak.
Ilyenek voltak a körülmények, amikor 1919. március 29-én a deményházi vasútállomásra egy távirat érkezett, amely szerint “a magyar állam vasúti alkalmazottjainak a román hatóságok az eskü letételét elengedték.” Ezt a táviratot úgy értelmezték, hogy a román csapatok általi megszállás a végéhez közeledik.

## A lázadás

### Március 29–30.
A vasúti munkások a kocsmában ünnepelték a jó hírt, amely gyorsan elterjedt a Nyárádmente felső részén. Délután egy román csendőrt, aki Nyárádszeredából jött, Nyárádremete mellett megtámadtak a székelyek, és késsel megsebesítették, majd az orvoshoz kísérték.
Nyárádszeredában Kovács Andor csoportja megtámadta a csendőrőrsöt, a csendőröket elfogták, és a pincébe zárták. A Nagy-Nyárád és Kis-Nyárád menti falvakba küldöncöket indítottak, hogy csatlakozásra szólítsák a lakosságot. A felkelők abban reménykedtek, hogy a Székely Hadosztály hamarosan támadást indít. Az egyes falvak eltérően reagáltak. A nyárádköszvényesiek elindultak Marosvásárhely felé,  de amikor látták, hogy Székelyhodosról nem csatlakozik senki, visszafordultak. Márkod és Kendő lakosai szintén visszafordultak, más falvakból azonban Szováta irányába tartottak.

### Március 31.
Március 31-én a felkelők felszedve a síneket és az erdőből lövöldözve megállították a Parajdról érkező vonatot. A vonatra mintegy száz fegyveres felkelő szállt fel, és Szovátára utaztak. Itt tűzharcban elfoglalták a csendőrőrsöt; az összetűzés során egy román csendőr, az alig 25 éves Florea Constantin káplár meghalt, és többen megsebesültek. A felkelők később elfoglalták a postahivatalt és a vasútállomást, és 25 puskát zsákmányoltak a sóőrök fegyverraktárából.
Miután a székelyek erősítést kaptak Sóváradról, elkezdték megszervezni a lázadást a környék falvaiban. Egy egységet Parajdra küldtek, akik a helyiek segítségével néhány perc alatt lefegyverezték a tizenkét csendőrt. Parajd katonai parancsnoka elmenekült, de Korondon utolérték és visszaküldték. Parajdon őrjáratot szerveztek, és lovas küldöncöket indítottak a környező falvakba, hogy harcba szólítsák őket, de a falusiak fegyverek hiányában nem vállalták a csatlakozást.
A parajdi felkelők látva, hogy a lázadás csupán néhány helységre terjed ki, és félve a román hadsereg büntető expedíciójától, elhatározták, hogy az elfogott csendőröket túszként kezelik. A Parajdra vezető utakra fegyveres őröket küldtek, hogy megakadályozzák az idegen katonák behatolását. Néhány Korondon szolgálatot teljesítő katona a parajdi laktanyába készült visszatérni, amikor a fegyveresek megállították őket. Az őrök felszólítását lövéssel viszonozták, megsebesítve három őrt, akik másnap, április 1-jén reggel meghaltak.

### Április 1.
A három őr halála haragra gyújtotta a parajdiakat, és ki akarták végezni a korábban elfogott román csendőröket. A túszul ejtett csendőrök életét csak Laár Ferenc református lelkész erélyes közbelépése mentette meg. Attól tartva, hogy a román csapatok érkezése megzavarja a temetési szertartást, a három őrt még aznap eltemették. A temetésen számos helyi lakos vett részt, felháborodott és izgatott állapotban.
Ugyanezen a napon Etéd és Atyha között újabb incidensre került sor, ami növelte az áldozatok számát. Etéden egy volt székely katona, aki Oroszországból tért haza, meglátta egy korábbi bajtársát, akit két román csendőr fogott közre. A találkozásból veszekedés, majd verekedés lett, és a két székely lefegyverezte a csendőröket. A csendőrök menekülőre fogták, de a tömeg utolérte és agyonverte őket.
Közben olyan hírek érkeztek, hogy számos román csapat érkezik a környékre, és a magyar csapatok nem fognak harcba szállni az adott terület felszabadítása érdekében. A parajdi értelmiségiek közül egyeseknek sikerült telefonon kapcsolatba lépni a környező településekkel, és rájöttek, hogy a lázadás alig néhány falura terjed ki. Ezért próbálták lecsillapítani a lázadókat, és gondoskodni az elfogott román csendőrök biztonságáról.

## A román hadsereg reagálása

### Április 2.
A román hatóságok mintegy kétszáz katonát és harminc csendőrt küldtek a Nyárádmentére és a Parajd-Szováta medencébe. Deményházán és Nyárádremetén végigbotozták a lakosságot.  A nagyszebeni kormányzótanács már korábban egy zászlóaljnyi katonát és egy üteget rendelt ki Székelyudvarhelyre egy esetleges bolsevista lázadás ellen; őket a lázadás miatt átvezényelték a Sóvidékre. A zászlóalj megérkezésekor fegyveres ellenállás már nem volt, így a katonaságnak csak az volt a dolga, hogy azonosítsák, begyűjtsék és átadják a hatóságnak a vétkeseket. A katonai egységek a megfélemlítés módszerét használták. Hadnagy Mihály plébános és Knopp Vencel tanító megpróbált közbenjárni a falu érdekében. A katonai parancsnok a felkelők kiadását követelte, azonban többen közülük a környező erdőkbe menekültek. Parajdon egy küldöttség este 9 óráig várta a falu végén a román katonaságot, hogy kedvezőbb elbánásra bírják őket; a küldöttség tagjai Kicsid Béla római katolikus plébános, Laár Ferenc református lelkész, Kovács
Mihály iskolaigazgató és Kakucs György tanító voltak. A katonák azonban később, a küldöttség távozása után érkeztek.

### Április 3–6.
Április 3-án megkezdődtek a (verésekkel kísért) letartóztatásokat, amelynek során négy parajdi lakos meghalt. A következő napokban Nyárádköszvényes, Nyárádremete, Szováta, Alsó- és Felsósófalva letartóztatottjait is Parajdra vitték át. Április 6-án hajnalban az egyik fő vádlott, Gagyi Lázár, megszökött. Ugyanazon a napon került sor Farkas Dénes kivégzésére, a március 29-én Korondra szökött hadnagy megsebesítése miatt. A lakosságot Parajd főterére terelték, ahol kihírdették az ítéletet, ezután a vádlottat a temetőbe kísérték, ahol golyó által kivégezték. Szintén halálra ítélték a szovátai Pál G. Dénest.
Atyha községre büntetést szabtak ki, és 5 főt halálra ítéltek. A büntetés az alábbi termények beszolgáltatásából állt: 100 mázsa zab, 80 mázsa krumpli, 50 mázsa árpa, 30 szekér széna, 20 kg zsír, 400 db tojás, 20 db marha, 4 db jó ló, az összes gyapjú, 200 kg túró, 5 db juh, 3 db bárány. A termények elszállításához 80 szekérre volt szükség.
Deményházán harminc-negyven embert vertek meg a lázadásban való részvételért. Udvarhelyszék egész területén történtek letartóztatások, többek között Székelyudvarhelyen is, olyan személyeket, akiknek nem volt szerepük a lázadásban: Mátéffy Domokos pénzügyigazgatót, dr. Szabó Gyula tanácsost, Lakatos Kálmán, Ambrus Ferenc, Elekes Géza, Fábián Ferenc, Fazekas Gáspár, Csíki Kálmán, Kolumbán Lajos, Embery Árpád, Puskás Lajos, dr. Enyedy Róbert, Lőrinczy József tisztviselőket, öt polgári egyént, négy lelkészt, Bakóczy Károlyné polgári iskolai igazgatót és Kovács Jánosné polgári iskolai tanítónőt, Horváth Károly állami körjegyzőt és nejét, valamint Imreh Domokos kórházigazgató főorvost, dr. Jodál Gábor és dr. Borosnyai Pál ügyvédeket, Zathureczky Lajos ügyvédi írnokot. A letartóztatottakat két kivétellel ki sem hallgatták, és április 12-én szabadon bocsátották őket.

## Következményei
A katonaság három hétig tartózkodott Sóvidéken. Kollektív büntetést helyezve kilátásba kötelezték a lakosságot a még megmaradt fegyverek és lőszerek beszolgáltatására. A letartóztatottakat Székelyudvarhelyre, onnan Szamosújvárra, majd Nagyenyedre, Dévára, Békéscsabára, végül Nagyszebenbe szállították. A sóvidéki falvak papjai többször közbenjártak a kormányzótanács elnökénél, Iuliu Maniunál, végül 1919. augusztusban elkezdődtek a tárgyalások, és a letartóztatottakat szabadon bocsátották, mivel kiderült, hogy a felkelés vezetőit nem sikerült elfogni.
A letartóztatottakat 1926-ig minden évben beidézték, de tárgyalásra nem került sor, mert Octavian Goga belügyminiszter a Magyar Párt közbenjárására felfüggesztette az ügyet. Az Averescu-kormány bukása után (1927. június) az új kormány új tárgyalást rendelt el. A brassói hadbíróság 1927 végén a megjelent vádlottakat felmentette, az ismeretlen helyen tartózkodó Kovács Andort, Bocz Endrét, Bokor Jánost, Beér Miklóst és Pascu Jánost egyenként húsz év kényszermunkára ítélte.
A levéltári adatok szerint az eseményekben mintegy 1000 fő vett részt, ebből 200 fegyveres. A lázadás során három román csendőr és 4 székely polgár halt meg. Az ezt követő megtorlások illetve a vizsgálati fogság további 12 civil személy halálát okozták.

## Fordítás
- Ez a szócikk részben vagy egészben  a(z)   Ținutul Sării revolt című angol Wikipédia-szócikk ezen változatának fordításán alapul.  Az eredeti cikk szerkesztőit annak laptörténete sorolja fel. Ez a jelzés csupán a megfogalmazás eredetét és a szerzői jogokat jelzi, nem szolgál a cikkben szereplő információk forrásmegjelöléseként.
- Ez a szócikk részben vagy egészben  a   Revolta din Ţinutul Sării című román Wikipédia-szócikk ezen változatának fordításán alapul.  Az eredeti cikk szerkesztőit annak laptörténete sorolja fel. Ez a jelzés csupán a megfogalmazás eredetét és a szerzői jogokat jelzi, nem szolgál a cikkben szereplő információk forrásmegjelöléseként.